# 푸도시
푸도시(러시아어: Пудож, 카렐어: Puudoži)는 러시아 카렐리야 공화국 푸도시스키 군에 속한 도시이다. 1785년에 도시로 등록되었다.

## 인구
1만100명의 주민들이 푸도시에 거주한다. 카렐리야인, 러시아인, 벨라루스인, 벱스인, 다른 민족들이 거주한다.